# 沢田和美
沢田 和美(さわだ かずみ、1962年11月27日- )は、日本の女優。本名は渡辺 和美(わたなべ かずみ)。
東京都出身。特技は水泳、テニス。
「ガール・フレンドとオイルはいつも新鮮なのがいい」のCMに出演した共同石油イメージ・ガール、また第5代旭化成水着キャンペーンモデルも務めた。

## 来歴・人物
共同石油イメージ・ガール第6代（1979年4月 - 1980年3月）をはじめ、花王石鹸、リノールサラダ油等のCM出演で知られる売れっ子モデルだった。
1980年に村川透監督、舘ひろし主演のアクション映画『薔薇の標的』で女優業へも進出。
同年、旭化成水着キャンペーンモデルに選ばれると抜群なプロポーションを生かした水着姿で多くの男性誌のグラビアに登場した。
1983年、笹沢左保原作の『悪魔の人質』に主演以降、にっかつロマンポルノ後期の作品に出演。また、映画をはじめテレビドラマにおいても大胆なヌード姿で出演した。
1995年にはヘアヌード写真集「SANCTUARY聖域」(ぶんか社刊)を発売した。これ以降、目立った芸能活動を行っていない。

## 作品

### 映画
- 薔薇の標的(1980年)　- 倉本はるみ
- 無力の王(1981年)　- アッコ
- 悪魔の人質(1983年)
- 愛獣 猟る!(1983年)
- 愛獣 熱く凌す(1984年)
- 刺青(1984年) - 神崎典子
- 時代屋の女房2(1985年)　- リンゴ
- 童貞物語(1986年)
- 沙耶のいる透視図(1986年)
- そろばんずく(1986年)
- BU・RA・Iの女(1988年)
- 童貞物語2 チェリーボーイズ(1988年)

### テレビドラマ
- 太陽にほえろ! (NTV・東宝)
  - 第399話「廃虚の決闘」・第400話「スコッチ・イン・沖縄」(1980年)　- 沼沢妙子
- 青春諸君!夏(1980年、TBS・木下プロ)
- ザ・ハングマン 第40話「トルコ風呂密室殺人」(1981年、ABC・松竹芸能)　- ミキ
- 俺はご先祖さま(1981年 - 1982年、NTV・ユニオン映画)
- 土曜ワイド劇場 (ANB)
  - 「変装探偵II・殺人鬼の赤い靴が歩く」(1982年)
  - 「牟田刑事官事件ファイル」 第3作「見合い旅行殺人事件」（1985年6月8日） - 久保麻子 役
  - 「混浴露天風呂連続殺人4・女子大生秘湯ツアー連続殺人」(1985年、ABC)
  - 「牟田刑事官事件ファイル8・湯けむり伊豆半島、女たちの殺人スポーツツアー」(1988年)
  - 「牟田刑事官事件ファイル19・悪い夢」(1994年)
- 木曜ゴールデンドラマ「愛のともしび」(1982年、YTV)
- ザ・ハングマンII 第18話「さらわれた女子大生! 救出トンビ作戦」(1982年、ABC・松竹芸能)　- 野村紗栄子
- 西部警察 PART-III 第27話「銃撃」(1983年、ANB・石原プロ)　- 宮本みどり
- 特捜最前線 第347話「暗闇へのテレフォンコール」(1984年、ANB・東映)　- 米倉有子
- 弐十手物語 第7話「顔のない悪魔」(1984年、CX・東映)
- 必殺仕事人V・激闘編 第24話「主水、上方の元締と決闘する」(1986年、ABC・松竹)　- お景
- 誇りの報酬 第38話「長崎を走る天使たち」(1986年、NTV・東宝)　- 内田ヨーコ
- 火曜サスペンス劇場「誰かが見ている」(1986年、NTV)
- ドラマ23 (TBS)
  - 「不倫のマドンナたち」(1987年)
  - 「さまざまな夜2」(1988年)
- 妻そして女シリーズ 心霊ドラマスペシャルIII「霊界の女」(1989年、MBS)
- 東京ストーリーズ 第23話「言えなかった」(1990年、CX)
- ザ・刑事 第3話「覗かれた美人モデルを追え!」(1990年、ANB・東宝)　- 黒板悦子
- 七人の女弁護士 第1シリーズ 第9話「美人OLレイプ裁判! 妻の知らない夫の秘密」（1991年、ANB・PDS）
- 世にも奇妙な物語「ざしきわらし」(1991年、CX)
- 外科病棟女医の事件ファイル 第9話「みちのく同窓会ツアー殺人! 襲われた不倫妻」(1991年、ANB)
- 土曜ドラマ「新十津川物語」(1992年、NHK総合)　- とく
- 金曜エンタテイメント 「名探偵 明智小五郎 地獄の道化師」(1994年、CX)

### バラエティ番組
- のってシーベンチャー(1980年、朝日放送)
- タケちゃんの思わず笑ってしまいましたPart7『「見ろ」つくし』(1986年、フジテレビ)　- 吉田みき

### CM
- 『リノールサラダ油』
- 『花王石鹸』
- 『共同石油』

### 写真集
- 『別冊スコラ(5)　沢田和美』(講談社、1983年)
- 『沢田和美 フォト&エッセイ　女の子だけのティッシュペーパー』　(講談社、1984年)
- 『スコラスペシャル(2)　沢田和美』　(講談社、1985年)
- 『グリーンドア文庫　沢田和美写真集』　(勁文社、1987年)
- 『SANCTUARY 聖域』(ぶんか社、1995年)

### ビデオ
- 『幻の女(ファントム　レディ)』(みみずくビデオ 1983年)
- 『ロサンゼルスの女』(初版東宝ビデオ1988年・再版大陸書房1992年)
- 『芝(グリーン)の貴婦人』(SEIYO INTERNATIONAL 1992年)